# Sindone evangelica

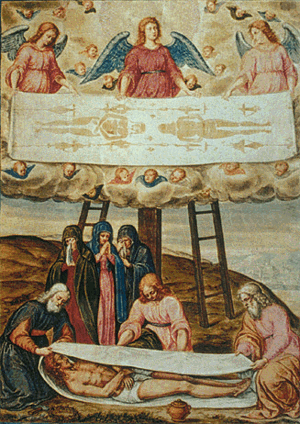
Dipinto su tela di Gianbattista delle Rovere detto "Il Fiammenghino" conservato nella Galleria Sabauda.

Con sindone evangelica si intende il lenzuolo (sindòn in greco) nel quale, secondo la narrazione dei vangeli, fu avvolto il corpo di Gesù al momento della sua deposizione nel sepolcro dopo la morte in croce.
Secondo i sindonologi autenticisti coincide con la Sindone di Torino, ma non vi sono prove irrefutabili al riguardo.

## Usi funebri del I secolo
La descrizione evangelica della sepoltura di Gesù è compatibile con quanto sappiamo degli usi funebri giudaici del tempo. Il defunto veniva seppellito nello stesso giorno del decesso. Dopo la morte si chiudevano gli occhi (Gen 46, 4) e si legava il mento con una stoffa fin sopra la testa per trattenere l'apertura della bocca causata dal rilascio dei muscoli della mascella. La salma veniva lavata (At 9, 37) e unta con sostanze profumate, quindi veniva seppellita completamente vestita, in genere con abiti di lino.
L'uso di un lenzuolo funebre avvolgente l'intero cadavere, come avveniva per i morti cristiani dei primi secoli e come avviene tuttora nella tradizione islamica, non è comune nel giudaismo dell'epoca. Tuttavia coloro che morivano con spargimento di sangue non erano lavati e venivano seppelliti con i vestiti insanguinati, sui quali o attorno ai quali poteva essere steso un panno o un intero lenzuolo per impedire ulteriore versamento di sangue nel sepolcro (nell'antropologia biblica il sangue è sede della vita e parte integrante della persona, vedi Gen 9, 4; Lv 17, 11.14).
L'uso di porre monete sul viso (occhi o bocca) del defunto, tipico della religiosità greco-romana (come obolo a Caronte), non è attestato nell'ebraismo ufficiale antico e non ve n'è traccia nei libri della Bibbia. Tuttavia alcuni recenti ritrovamenti archeologici testimoniano la diffusione di quest'uso in sepolture ebraiche del I secolo, seppure in maniera molto sporadica, verosimilmente importato dalla cultura dominante. Nel 1990 è stato ritrovato, alla periferia sud di Gerusalemme, un sepolcro ebraico contenente dodici ossari che gli archeologi identificano come quello della famiglia del sommo sacerdote Caifa. Nell'ossario di una certa Miriam è stato rinvenuto all'interno del teschio una moneta di Erode Antipa. Anche presso il cimitero ebraico di Gerico in alcuni sepolcri sono state rinvenute monete entro teschi: nella tomba D/18 si trattava di una moneta di Ircano II, mentre nella tomba D/3 di due monete di Erode Agrippa.

## Sinossi evangelica
Secondo i racconti evangelici, dopo la sua morte il corpo di Gesù fu deposto dalla croce, avvolto in un lenzuolo con bende e deposto nel sepolcro. Luca e Giovanni menzionano i tessuti funebri anche dopo la risurrezione. Della sindone evangelica non viene fornita alcuna descrizione circa dimensioni, forma, materiale.
| Matteo | Marco | Luca | Giovanni |
| --- | --- | --- | --- |
| "Giuseppe (di Arimatea), preso il corpo di Gesù, lo avvolse in un candido lenzuolo (sindòn) e lo depose nella sua tomba nuova, che si era fatta scavare nella roccia; rotolata poi una gran pietra sulla porta del sepolcro, se ne andò." (27, 59-60) | "Egli (Giuseppe d'Arimatea) allora, comprato un lenzuolo (sindòn), calò (Gesù) giù dalla croce e, avvoltolo nel lenzuolo (sindòn), lo depose in un sepolcro scavato nella roccia. Poi fece rotolare un masso contro l'entrata del sepolcro." (15, 46) | "(Giuseppe d'Arimatea) calò (Gesù) dalla croce, lo avvolse in un lenzuolo (sindòn) e lo depose in una tomba scavata nella roccia, nella quale nessuno era stato ancora deposto." (23, 53) | "(Giuseppe d'Arimatea) andò e prese il corpo di Gesù. Vi andò anche Nicodemo, quello che in precedenza era andato da lui di notte, e portò una mistura di mirra e di aloe di circa cento libbre (circa 33 kg). Essi presero allora il corpo di Gesù, e lo legarono (édesan) con bende (othónia) insieme con oli aromatici, com'è usanza seppellire per i Giudei. (19, 38-40) |
| - | - | "Pietro tuttavia corse al sepolcro e chinatosi vide solo le bende (othónia). E tornò a casa pieno di stupore per l'accaduto." (24, 12)                                                    | "(Pietro e "l'altro discepolo amato da Gesù") correvano insieme tutti e due, ma l'altro discepolo corse più veloce di Pietro e giunse per primo al sepolcro. Chinatosi, vide le bende giacenti (kèimena), ma non entrò. Giunse intanto anche Simon Pietro che lo seguiva ed entrò nel sepolcro e vide le bende (othónia) giacenti (kèimena), e il sudario (sudárion), che gli era stato posto sul capo, non giacente (kèimenon) con le bende, ma piegato in un luogo a parte. Allora entrò anche l'altro discepolo, che era giunto per primo al sepolcro, e vide e credette." (20, 4-8) |

È da notare che tra i quattro vangeli canonici il più antico è quello di Marco e generalmente gli storici ritengono che gli autori dei vangeli di Luca e Matteo lo conoscessero (i tre vangeli sono detti vangeli sinottici proprio perché per buona parte sembrano descrivere gli stessi avvenimenti). Il vangelo di Giovanni è più tardo (fine I secolo/inizio II secolo, composto in diverse fasi e revisioni successive), ha un'impostazione differente e dedica molto più spazio dei precedenti agli ultimi giorni di Gesù (8 capitoli su 21).
Anche il vangelo apocrifo di Pietro, generalmente ritenuto di poco successivo ai vangeli sinottici, cita la sepoltura da parte del personaggio di Giuseppe di Arimatea nella maniera semplificata data da questi (Preso il Signore, lo lavò, lo avvolse in un lenzuolo e lo portò nel suo proprio sepolcro, detto giardino di Giuseppe), ma poi fornisce una versione della resurrezione molto ricca di eventi soprannaturali (oltre a una forte connotazione anti-ebraica), in cui compare anche la Croce. Non si fa tuttavia ulteriore cenno ad eventuali sudari, bende o lenzuoli, perlomeno nelle versioni giunte fino a noi.
La stessa sepoltura sembra possibile, stando ai resoconti dei Vangeli, solo grazie all'intercessione di Giuseppe d'Arimatea (spesso i condannati alla crocifissione non venivano seppelliti e venivano lasciati alla mercé degli animali e delle intemperie), seguace di Cristo presentato di volta in volta come membro del sinedrio (Marco e Luca), un "uomo ricco" (Matteo), "discepolo di Gesù, ma di nascosto per timore dei Giudei" (Giovanni), "amico di Pilato" (apocrifo di Pietro).

## Sindone, bende, sudario

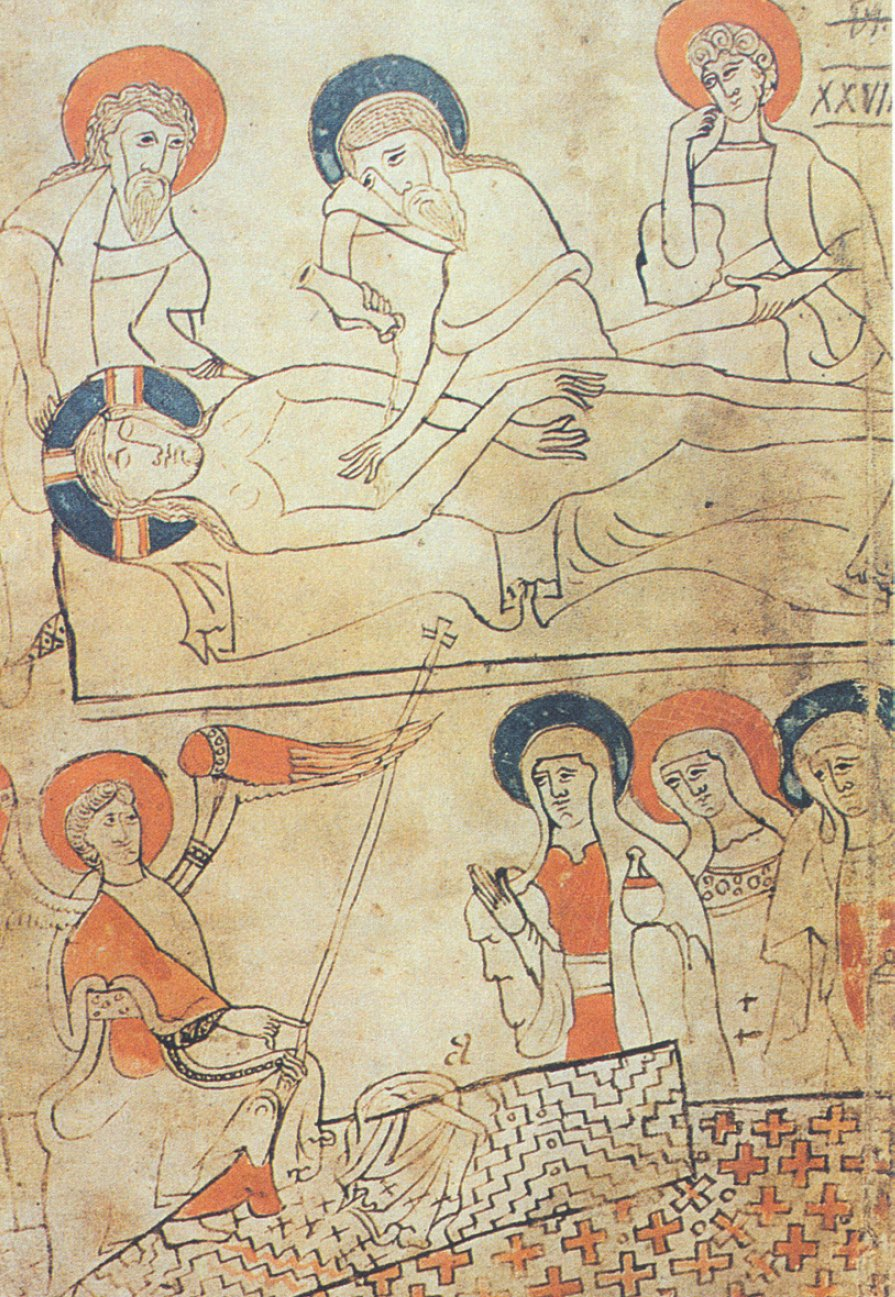
La deposizione nel sepolcro (sopra) e l'annuncio dell'angelo della risurrezione di Gesù alle donne (sotto), miniatura nel Codice Pray, datato attorno al 1192-1195.

Circa la sepoltura di Gesù narrata dai vangeli, visto che i crocifissi indossavano al massimo un perizoma e che le sue vesti furono spartite tra i soldati, Giuseppe d'Arimatea avvolse il suo corpo in un lenzuolo nuovo.
Il termine greco σινδών, sindone, è usato dai tre vangeli sinottici al momento della deposizione. Giovanni usa i termini ὀθόνια (othónia, "bende", "tessuti di lino"), usato anche da Luca, e σουδάριον (sudárion, "sudario, fazzoletto") sia nella deposizione che dopo la risurrezione. 
Il fatto che il vangelo di Giovanni non menzioni il lenzuolo-sindone può essere inteso come una discordanza tra i sinottici e il quarto vangelo o, come spesso avviene per le narrazioni di questo testo, come una precisazione di particolari trascurati dai precedenti vangeli.
Circa il "sudario" menzionato dal Vangelo di Giovanni, esso può essere interpretato in diversi modi:
- si trattava del lenzuolo-sindone[1]. Questa lezione è possibile ipotizzando che il termine greco sudárion, traslitterazione greca del latino sudàrium = panno per asciugare il sudore, sia qui usato come prestito dell'aramaico sudarà, usato nel Targum di Gionata (o pseudo-Gionata) in Rt 3, 15[17] per indicare un mantello. Di contro Gv 20, 7[18] precisa che il sudario era posto sulla faccia, suggerendo quindi un tessuto più ridotto dell'intero lenzuolo.
- si trattava di un panno delle dimensioni di un fazzoletto posto sul volto sopra al lenzuolo-sindone, con lo scopo di contenere ulteriormente il flusso sanguigno e di rallentare l'evaporazione degli unguenti aromatici[19].
- si trattava di un legaccio che avvolgeva il volto per contenere il mento: così è per il "sudario" menzionato nella risurrezione di Lazzaro, che in Gv 11, 44[20] è detto letteralmente "posto attorno alla faccia".

Anche le "bende" (othónia) menzionate da Luca e Giovanni possono essere interpretate in diversi modi:
- il termine va inteso come "tessuti di lino" in senso lato, includendo il lenzuolo-sindone. In tal caso si spiega come mai Luca parli prima di lenzuolo-sindone e poi di bende.
- ipotizzando un prototesto aramaico soggiacente al greco evangelico, il termine originario era kitanàyin, forma duale traducibile con "doppio tessuto-lenzuolo" (vedi l'immagine della Sindone di Torino che avrebbe doppiamente avvolto, avanti e dietro, il crocifisso). Anche in tal caso le "bende" sarebbero coincidenti col lenzuolo-sindone. In seguito per un errore di interpretazione nella traduzione dall'aramaico al greco sarebbe risultato l'attuale plurale "bende".[21]. Di contro, Giovanni specifica che Gesù fu "legato" (verbo déo) con le othónia e non "avvolto", come ci si dovrebbe aspettare nel caso il termine indicasse il lenzuolo.
- si trattava di un bendaggio totale simile a quello delle mummie egizie[19]. Questa possibilità è però inverosimile in quanto non attestata nell'ambiente ebraico del I secolo e a quell'epoca scomparsa anche dall'Egitto[1].
- si trattava di legacci utilizzati allo scopo di tener ferme mani e gambe, posti a contatto diretto col corpo sotto il lenzuolo-sindone. Anche in questo caso vi sarebbe un parallelismo con la risurrezione di Lazzaro, dove sempre in Gv 11, 44[22] il morto è detto letteralmente "legato ai piedi e alle mani con bende". Il termine usato per Lazzaro è però keiriai, non othónia.
- si trattava di legacci che avvolgevano parzialmente il corpo all'esterno del lenzuolo-sindone, sempre con lo scopo di tener ferme mani e gambe.

La cifra di "cento libbre" (circa 33 kg) di oli aromatici citata dal vangelo di Giovanni, sebbene apparentemente esagerata, è verosimile anche alla luce di ritrovamenti archeologici effettuati nelle catacombe. Gli oli venivano sparsi non solo sulla salma ma anche all'interno del sepolcro. Secondo i resoconti evangelici, comunque, nonostante questa unzione preliminare, il corpo di Gesù non fu completamente imbalsamato a causa dell'imminenza dello shabbat, che iniziava al tramonto, nel quale gli ebrei osservavano riposo e astensione dalle attività lavorative. Per questo motivo le donne si recarono al sepolcro il giorno dopo il sabato (Mc 16, 1; Lc 23, 56-24, 1).
Il passo Gv 20, 6-7 riporta che Pietro vide nel sepolcro le bende giacenti (kèimena) e il sudario entetilinménon (solitamente tradotto con "piegato") in un luogo a parte. Alcuni esegeti sostengono che il verbo tradotto con "giacenti" vada invece reso con "distese a terra, sgonfiate, afflosciate", indicando così l'evento miracoloso della risurrezione nella quale il corpo di Gesù sarebbe passato attraverso sindone, sudario e bende. Circa il sudario poi la traduzione corretta sarebbe "avvolto in una posizione unica, speciale, inspiegabile". Questo sarebbe il motivo della fede-stupore di Pietro (in Luca) e dell'"altro discepolo" (in Giovanni) alla vista dei tessuti. Questa particolare interpretazione è stata sviluppata da Monsignor Antonio Persili ed è stata parzialmente ripresa visivamente nel finale del film La passione di Mel Gibson.